# Zapotèque d'Elotepec
Le zapotèque d'Elotepec (ou papabuco, zapotèque de San Juan Elotepec) est une variété de la langue zapotèque parlée dans l'État de Oaxaca, au Mexique.

## Localisation géographique
Le zapotèque d'Elotepec est parlé dans un village à l'ouest de Zimatlán de Álvarez (en), dans l'État de Oaxaca, au Mexique,.

## Intelligibilité avec les variétés du zapotèque
Les locuteurs du zapotèque d'Elotepec ont une intelligibilité de 68 % du zapotèque de Zaniza (le plus similaire) et de 10 % du zapotèque de Texmelucan.

## Utilisation
En 1990, le zapotèque d'Elotepec est parlé par 200 personnes, pour la plupart des adultes âgés, certains utilisent aussi notamment l'espagnol.